# Gaje Greczyńskie
Gaje Greczyńskie (ukr. Гаї-Гречинські, Haji-Hreczynśki) – wieś na Ukrainie, w  obwodzie tarnopolskim, w rejonie tarnopolskim.